# 佩里尼亚-莱萨尔列沃
佩里尼亚-莱萨尔列沃（法語：Pérignat-lès-Sarliève，法語發音：[peʁiɲa lɛ saʁljɛv]）是法国多姆山省的一个市镇，属于克莱蒙费朗区。该市镇总面积3.9平方公里，2009年时的人口为2707人。

## 人口
佩里尼亚-莱萨尔列沃人口变化图示